# Phorocera venusa
Phorocera venusa är en tvåvingeart som först beskrevs av Charles Howard Curran 1928.  Phorocera venusa ingår i släktet Phorocera och familjen parasitflugor.
Artens utbredningsområde är Jamaica. Inga underarter finns listade i Catalogue of Life.